# Aeroportul Lawrence J. Timmerman
Aeroportul Lawrence J. Timmerman (IATA: MWC, ICAO: KMWC, FAA LID: MWC) este un aeroport din Wisconsin, Statele Unite ale Americii ce deservește zona Milwaukee. Aeroportul a fost tranzitat în 2019 de 18 pasageri.
Situat la o altitudine de 227 m, aeroportul dispune de 4 piste.

## Infrastructură

### Piste
Aeroportul dispune de 4 piste: 
- pista 04L/22R din asfalt, cu dimensiunile 3.201 picioare × 75 picioare
- pista 04R/22L din Iarbă, cu dimensiunile 2.839 picioare × 270 picioare
- pista 15L/33R din asfalt, cu dimensiunile 4.103 picioare × 75 picioare
- pista 15R/33L din Iarbă, cu dimensiunile 3.231 picioare × 270 picioare